# Baranowice (Żory)
Baranowice (niem. Baranowitz) – dzielnica oraz część miasta Żor.

## Historia
Zanim w wyniku procesów urbanizacyjnych Baranowice stał się obecną dzielnicą miasta Żory był osobną wsią notowaną pod germańską nazwą – Baranowitz. W połowie XIX wieku we wsi dominowała ludność pochodzenia polskiego. Topograficzny opis Górnego Śląska z 1865 roku notuje stosunki ludnościowe na jej terenie – "Es befinden sich in Baranowitz in 70 Haushaltungen 360 polnisch Sprechende (...)." czyli w tłumaczeniu na język polski "W Baranowicach znajduje się 70 gospodarstw domowych z 360 mieszkańcami mówiącymi w języku polskim (...)". Źródło opisuje również sąsiednie folwarki: Neuhof oraz Szoszow – "Neuhof (...) 16 Haushaltungen und 97 polnisch Sprechenden, und das Vorwerk (...) Szoszow, mit 33 Haushaltungen und 179 polnisch Sprechenden" w polskim tłumaczeniu "Neuhof 16 gospodarstw domowych i 97 mieszkańców mówiących w języku  polskim, oraz folwark (...) Szoszow z 70 gospodarstwami domowymi ze 179 mieszkańcami mówiącymi w języku polskim"
W latach 1954–1972 wieś należała i była siedzibą władz gromady Baranowice. Do 1945, a następnie w latach 1973–1975 stanowiła gminę wiejską Baranowice. 27 maja 1975 została włączona do Żor.
Na terenie dzielnicy znajdują się same domy wolno stojące oraz tylko jeden blok.
Baranowice o powierzchni 1291 ha są największą z wszystkich dzielnic.

## Zabytki
- klasycystyczny zespół pałacowo-parkowy wzniesiony na przełomie XVII/XVIII w., z pałacem[3]
- nieczynny budynek dworca kolejowego na trasie Orzesze – Wodzisław Śląski

## Infrastruktura
Na terenie dzielnicy znajduje się:
- Zespół Szkolno-Przedszkolny Nr 5
- Parafia rzymskokatolicka pod wezwaniem św. Jadwigi Śląskiej
- Przez Baranowice biegnie droga na Wisłę
- W 2008 i 2009 roku przybyło bardzo dużo budynków mieszkalnych